# René Naba
 (mars 2019).
Si vous disposez d'ouvrages ou d'articles de référence ou si vous connaissez des sites web de qualité traitant du thème abordé ici, merci de compléter l'article en donnant les références utiles à sa vérifiabilité et en les liant à la section « Notes et références ».
René Naba, né en 1944, est un écrivain et journaliste libanais, spécialiste du monde arabe.

## Biographie
De 1969 à 1979, il est correspondant tournant au bureau régional de l’Agence France-Presse (AFP) à Beyrouth, où il a notamment couvert la guerre civile jordano-palestinienne, le « septembre noir » de 1970, la nationalisation des installations pétrolières d’Irak et de Libye (1972), une dizaine de coups d’État et de détournements d’avion, ainsi que la guerre du Liban (1975-1990), la 3e guerre israélo-arabe d'octobre 1973, les premières négociations de paix égypto-israéliennes de Mena House Le Caire (1979).
De 1979 à 1989, il est responsable du monde arabo-musulman au service diplomatique de l'AFP[réf. nécessaire], puis conseiller du directeur général de RMC Moyen-Orient, chargé de l'information, de 1989 à 1995. En 1996, il fonde les Lumières de Paris, académie de correspondants de la presse étrangère à Paris pour la promotion de la production cinématographique française, qui s'est arrêtée en 2006. Depuis 2013, il est membre du groupe consultatif de l'Institut Scandinave des Droits de l'Homme (SIHR), dont le siège est à Genève  et de l'Association d'amitié euro-arabe. Depuis 2014, il est consultant à l'Institut international pour la Paix, la Justice et les Droits de l'Homme (IIPJDH) dont le siège est à Genève[réf. nécessaire].
Depuis le 1er septembre 2014, il est chargé de la coordination éditoriale du site Madaniya.

## Œuvres
- De la nucléarisation à l'émergence de l'Asie - Golias Octobre 2022  (ISBN 978-235-472-28-83)
- Syrie: Chronique d'une guerre sans fin (2011-2021) Golias- Avril 2022
- Le Pakistan face au défi du monde post occidental et l'Eurasie, Editions Golias, printemps 2019
- De l’ingérence humanitaire et de ses dérives Editions  Éditions Golias, automne 2017  (ISBN 978 2354 722 524)
- L’Arabie saoudite, un royaume des ténèbres. L’Islam; otage du wahhabisme, Éditions Golias, automne 2013
- Media et démocratie : la captation de l’imaginaire, un enjeu du XXIe siècle, Éditions Golias, automne 2012
- Erhal, dégage, la France face aux rebelles arabes, Éditions Golias, automne 2011
- Les révolutions arabes ou la malédiction de Camp David, Bachari, mai 2011
- Libye : Kadhafi, portrait total, Golias, printemps 2011
- Hariri, de père en fils, hommes d'affaires, premiers ministres, Harmattan, 2011
- La Libye, la révolution comme alibi, Éditions du Cygne, septembre 2008
- Liban : Chroniques d’un pays en sursis, Éditions du Cygne, janvier 2008
- Aux origines de la tragédie arabe, Éditions Bachari, 2006.
- Du Bougnoule au Sauvageon, voyage dans l’imaginaire français, Harmattan, 2002
- Rafic Hariri, un homme d’affaires, premier ministre, Harmattan, 2000
- Guerre des ondes, guerre de religion, la bataille hertzienne dans le ciel méditerranéen, Harmattan, 1998